# Karbonatit

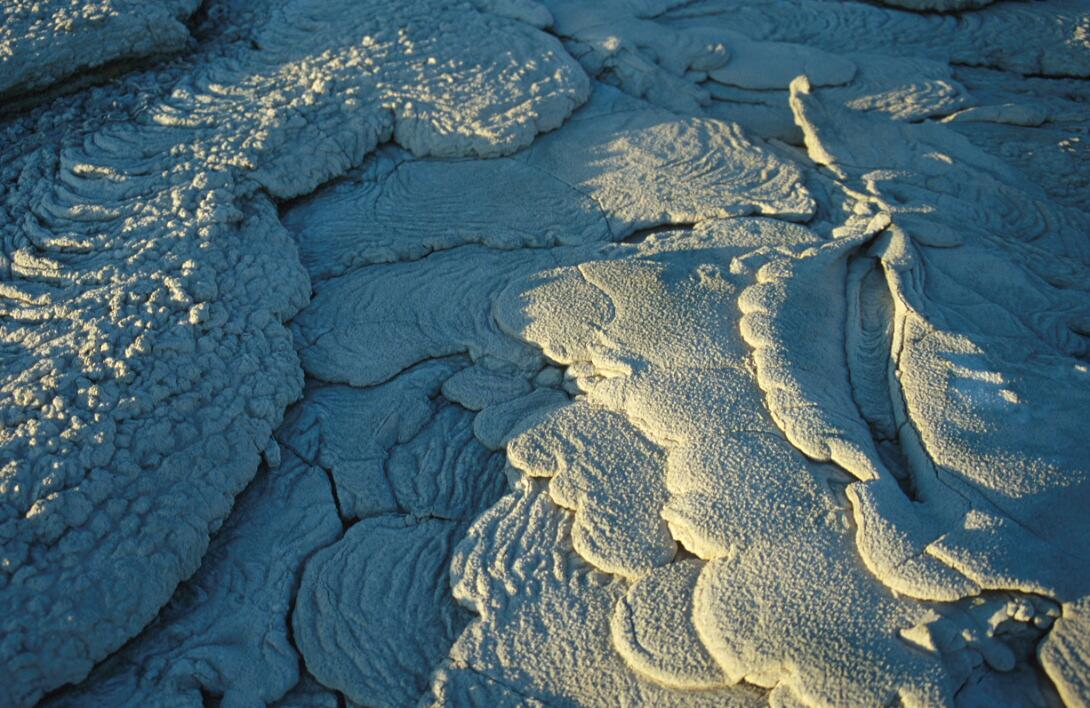
Lava des Ol Doinyo Lengai

Als Karbonatit wird in der Geologie ein selten vorkommendes, stark an Siliciumdioxid untersättigtes magmatisches Gestein bezeichnet, das definitionsgemäß mehr als 50 Volumenprozent Karbonatminerale enthält.
Die zu den ultramafischen Gesteinen zählenden Karbonatite treten vorwiegend intrusiv auf, effusive Äquivalente sind sehr selten.
Geochemisch werden sie durch eine sehr starke Anreicherung inkompatibler Elemente wie Strontium, Barium, Caesium, und Rubidium, sowie des Elements Phosphor und der Leichten Seltenen Erden (engl. LREE) charakterisiert. An HFSE-Elementen (High Field Strength Elements) wie Hafnium, Zirconium und Titan zeigen sie jedoch eine deutliche Abreicherung.

## Erstbeschreibung und Typlokalität
Karbonatite wurden von Waldemar Christofer Brøgger (deutsch: Brögger) 1920 in der Publikationsreihe Videnskaps Skrifter der Norske Videnskaps-Akademi erstmals wissenschaftlich beschrieben. Dessen Bearbeitung beruht auf den Aufschlüssen des Fengebiets in der südnorwegischen Telemark (Typlokalität).

## Definition und Karbonatitvarietäten

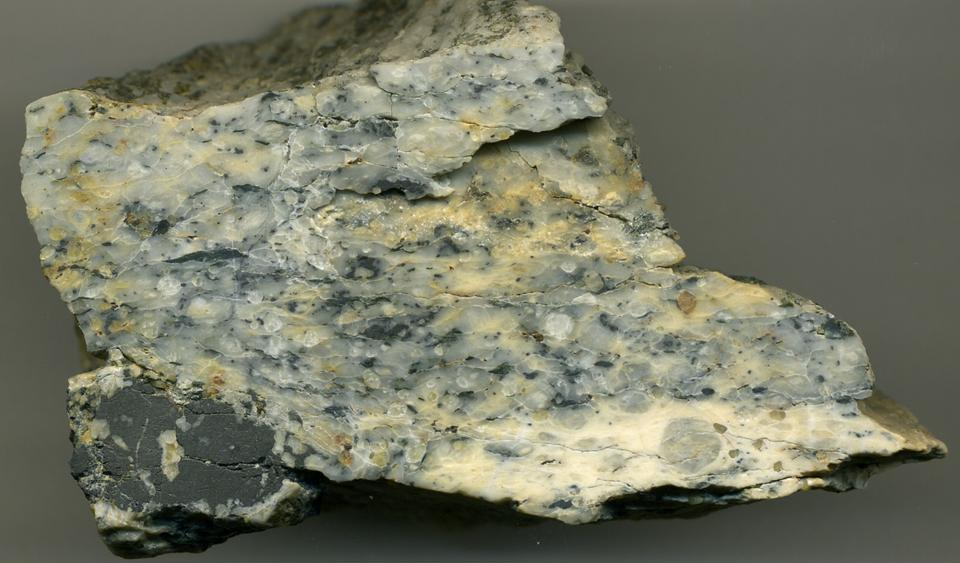
Magnesiokarbonatit aus dem Verity-Paradise-Karbonatitkomplex in British Columbia, Kanada. Das Handstück ist 7,5 cm breit

Die Definition von Karbonatiten hat als notwendige Bedingung das modale Vorhandensein von mehr als 50 Volumenprozent an Karbonatmineralen.
Anhand des vorherrschenden Modusminerals können bei der Gesteinsgruppe der Karbonatite sodann folgende Varietäten unterschieden werden:
- Calcitkarbonatit: Hauptmineral ist Calcit. Grob- bis mittelkörniger Sövit und klein- bis feinkörniger Alvikit mit meist deutlicher Fließtextur
- Ferrokarbonatit: mit Ankerit oder Siderit als Hauptmineral
- Natrokarbonatit: Hauptminerale sind Natrium-, Kalium-, Kalzium-Karbonate, z. B. im Oldoinyo-Lengai-Komplex in Tansania Nyerereit und Gregoryit
- Dolomitkarbonatit: Hauptmineral ist Dolomit. Fein- bis mittelkörniger Beforsit sowie Rauhaugit.

Hierzu parallel wird oft noch eine Klassifizierung mittels des vorherrschenden geochemischen Elements praktiziert:
- Calciumkarbonatit
- Magnesiumkarbonatit
- Eisenkarbonatit
- Seltene-Erden-Karbonatit

Prozessorientiert können Karbonatite in zwei Gruppen unterteilt werden:
- Primäre Karbonatite
- Carbothermale Residuen

Primäre Karbonatite sind magmatischen Ursprungs und vergesellschaftet mit:
- Nepheliniten
- Melilithiten
- Kimberliten
- spezifischen, durch partielles Aufschmelzen entstandenen silikatischen Mantelmagmen.

Aus carbothermalen Residuen hervorgegangene Karbonatite entstammen jedoch relativ tieftemperierten, an Kohlendioxid, Wasser und Fluor angereicherten Flüssigkeiten.
Generell liegen die Karbonatgehalte bei Karbonatiten über 50 Volumenprozent und können in seltenen Fällen bis zu 90 Volumenprozent erreichen. Bewegt sich der Karbonatgehalt unterhalb von 50 Volumenprozent bis einschließlich 10 Volumenprozent, so werden die betreffenden Gesteine als karbonatitisch bezeichnet. Karbonatite, bei denen der SiO2-Gehalt größer als 20 Masseprozent ist und gleichzeitig den Karbonatgehalt übertrifft, sind Silicokarbonatite.

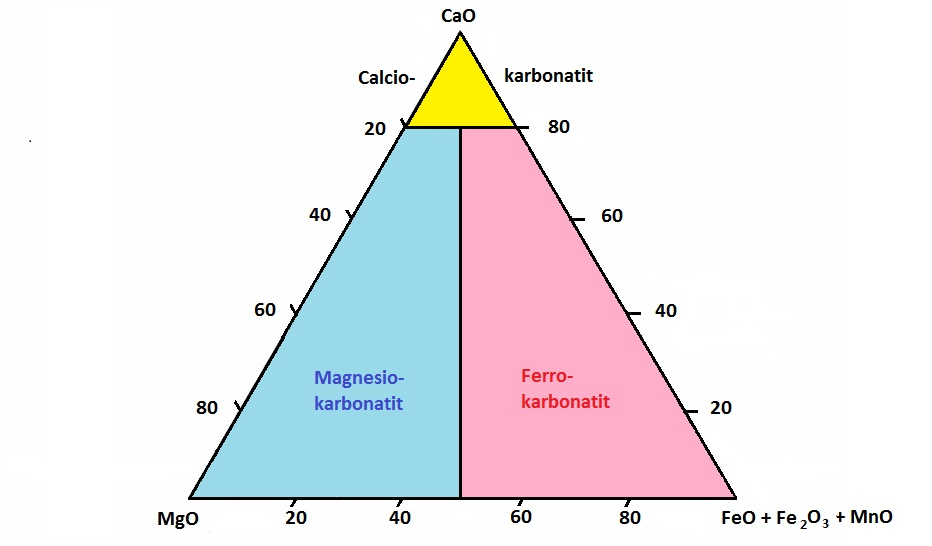
Ternäres Klassifikationsdiagramm der Karbonatite (in Masseprozent) mit weniger als 20 Masseprozent SiO_{2}, nach Woolley (1989)

Karbonatite mit einem SiO2-Gehalt < 20 Masseprozent werden wie folgt unterteilt (siehe nebenstehende Abbildung):
Calciokarbonatiterfüllt die Bedingung: CaO / (CaO+MgO+FeO+Fe2O3+MnO) > 0,80 bzw.  CaO > 4 ⋅ (MgO+FeO+Fe2O3+MnO).
Daraus folgt:
CaO: ≥ 80 Masseprozent.
Magnesiokarbonatitist kein Calciokarbonatit und erfüllt die Bedingung:  MgO > FeO+Fe2O3+MnO.
Somit haben:
MgO:  100 bis ≥ 10 Masseprozent,
FeO + Fe2O3 + MnO:  0 bis ≤ 50 Masseprozent und
CaO:  0 bis ≤ 80 Masseprozent.
Ferrokarbonatitist kein Calciokarbonatit und erfüllt die Bedingung:  MgO < FeO+Fe2O3+MnO.
Somit haben:
FeO + Fe2O3 + MnO:  100 bis ≥ 10 Masseprozent,
MgO:  0 bis ≤ 50 Masseprozent und
CaO:  0 bis ≤ 80 Masseprozent.

## Mineralogische Zusammensetzung
Im Allgemeinen liegt der Anteil von Karbonatmineralen, die vor allem als Calcium und CO2 in der Summenformel vertreten sind, bei 70 bis 90 Volumenprozent.
Hauptminerale sind die Karbonate:
- Calcit, Dolomit, Ankerit sowie Siderit und Magnesit, sehr selten auch Bastnäsit, Gregoryit, Fairchildit und Nyerereit.

Daneben können erscheinen:
Silicate
- Olivingruppe (Forsterit), Monticellit, Melilith, Pyroxengruppe (Diopsid, Aegirin, Aegirin-Augit), Wollastonit, Alkali-Amphibole (z. B. Richterit), Phlogopit, Hydrophlogopit, Biotit, Titanit, Zirkon, Ti-Andradit und Schorlomit, Alkalifeldspäte, an SiO2 untersättigte Minerale der Foide (wie beispielsweise Nephelin), sowie Niocalit und Natrolith

Oxide
- Magnetit, Hämatit, Ilmenit, Rutil, Quarz, Perowskite (wie Dysanalyt, Latrappit, Lueshit) und Pyrochlor,

Sulfide
- Pyrit, Pyrrhotin, Kupfersulfide

Sulfate
- Baryt

Halogenide
- Fluorit

Phosphate
- Apatit, Monazit.

## Chemische Zusammensetzung
Die folgende Tabelle verschiedener chemischer Analysen soll die Variabilität karbonatitischer Magmen verdeutlichen (Auflistung gemäß Le Bas, 1981):
| Masse % | Durch- schnitts- karbonatit | Karbona- titische Lava | Ägirin- Sövit | Durch- schnitts- alvikit | Dolomit- karbonatit Beforsit | Natro- karbo- natit | Ferro- karbo- natit |
| ------- | --------------------------- | ---------------------- | ------------- | ------------------------ | ---------------------------- | ------------------- | ------------------- |
| SiO2    | 05,67                       | 12,99                  | 04,86         | 01,50                    | 06,12                        | 00,58               | 01,49               |
| TiO2    | 00,50                       | 01,74                  | 00,17         | 00,07                    | 00,68                        | 00,10               | 00,22               |
| Al2O3   | 01,77                       | 03,03                  | 00,30         | 00,18                    | 01,31                        | 00,10               | 01,11               |
| Fe2O3   | 08,00                       | 12,81                  | 01,71         | 02,70                    | 07,55                        | 00,29               | 06,97               |
| MnO     | 00,76                       | 00,40                  | 00,27         | 00,57                    | 00,75                        | 00,14               | 01,58               |
| MgO     | 06,10                       | 08,55                  | 00,31         | 00,58                    | 12,75                        | 01,17               | 01,62               |
| CaO     | 37,06                       | 35,97                  | 50,45         | 49,40                    | 29,03                        | 15,54               | 46,29               |
| Na2O    | 01,09                       | 00,73                  | 01,09         | 00,13                    | 00,14                        | 29,56               | 00,34               |
| K2O     | 00,87                       | 00,20                  | 00,17         | 00,08                    | 00,79                        | 07,14               | 00,22               |
| P2O5    | 01,73                       | 03,32                  | 01,00         | 00,66                    | 02,66                        | 00,95               | 01,63               |
| CO2     | 32,16                       | 14,79                  | 34,84         | 39,85                    | 37,03                        | 31,72               | 33,97               |
| SO3     | 00,91                       | 00,88                  | 00,40         | 00,65                    | 00,89                        | 02,48               | 00,57               |
| F       | 00,38                       | 00,30                  |               |                          | 00,09                        | 02,26               | 00,53               |
| Cl      | 00,31                       |                        |               |                          |                              | 02,90               |                     |
| BaO     | 00,45                       | 00,15                  | 00,13         | 00,54                    | 00,11                        | 01,04               | 01,93               |
| SrO     | 00,89                       | 00,63                  | 00,26         | 00,26                    | 00,01                        | 02,09               | 00,12               |

Der Chemismus von Karbonatiten wird generell von CaO (bis 50 Masseprozent), bei Natrokarbonatiten auch von Na2O (bis 30 Masseprozent) und CO2 (bis 40 Masseprozent – maximal möglich sind 44 Masseprozent) beherrscht. Sie sind sehr deutlich an SiO2 untersättigt.

## Physikalische Eigenschaften
Gegenüber assoziierten alkalischen Silikatschmelzen besitzen Karbonatitschmelzen bemerkenswerte physikalische Eigenschaften. So sind beispielsweise ihre Löslichkeiten für Elemente, die in Silikatschmelzen nur selten anwesend sind, sehr hoch. Ihr Aufnahmevermögen für Wasser und andere flüchtige Substanzen wie beispielsweise Halogene sind bei den in der Erdkruste herrschenden Drucken unter allen Schmelzen am höchsten. Karbonatitschmelzen sind überdies sehr effizient im Transport von Kohlenstoff aus dem Erdmantel in die überlagernde Kruste, da sie über weite Temperaturbereiche hinweg flüssig bleiben.
Karbonatitische Magmen zeichnen sich durch eine sehr niedrige Viskosität aus. Dies dürfte wesentlich dazu beitragen, dass die Interkonnektivität zwischen den Korngrenzen im Mantelgestein aufrechterhalten bleibt und somit metasomatische Anreicherungen im oberen Mantel erfolgen können. Bei Karbonatitschmelzen handelt es sich um ionisierte Flüssigkeiten, die im Unterschied zu silikatischen Flüssigkeiten nur wenig oder gar nicht zur Polymerisation neigen.
Eine weitere bedeutende physikalische Eigenschaft von karbonatischen Schmelzen liegt in ihrer hohen elektrischen Leitfähigkeit, die bis zu drei Größenordnungen die Leitfähigkeit von Silikatschmelzen und bis zu fünf Größenordnungen die Leitfähigkeit hydrierten Mantelmaterials übertrifft. Folgerichtig können Karbonatschmelzen zur Erklärung erhöhter Leitfähigkeitsanomalien im tiefen Asthenosphärenbereich herangezogen werden. Vollkommen ausreichend hierbei sind bereits Schmelzen mit nur 0,1 Volumenprozent Karbonatgehalt. Früher wurden diese Anomalien noch mit Silikatschmelzen oder wasserhaltigem Olivin in Verbindung gebracht.
Ausgetretene karbonatitische Lavaströme sind an der Erdoberfläche instabil und reagieren unter Wasseraufnahme im Kontakt mit der Atmosphäre. Erkennbar ist dies durch eine Farbänderung von dunkelgrau nach weiß.

## Petrologie

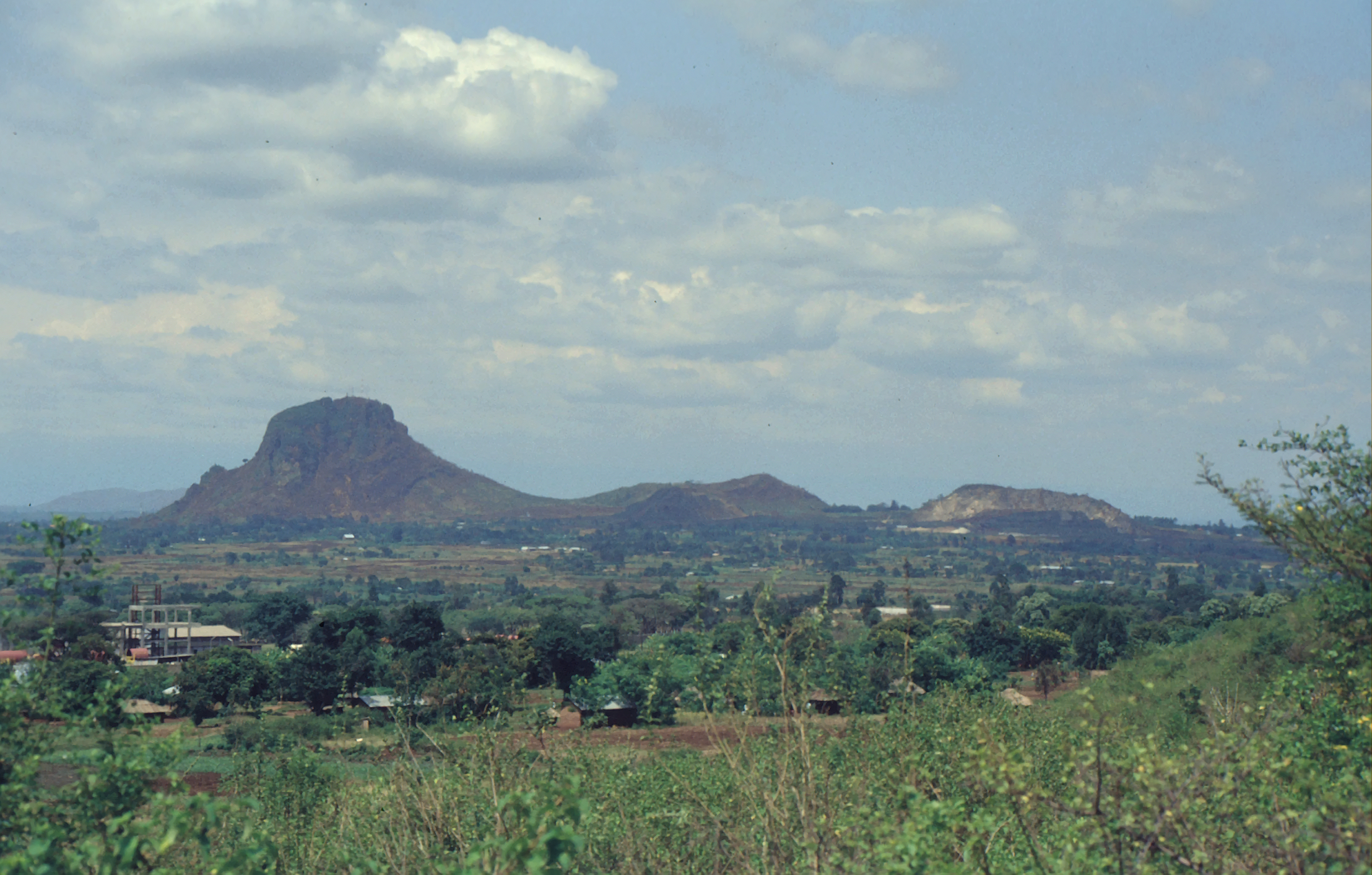
Der Karbonatitstock von Tororo im Südosten Ugandas

### Erscheinungsbild
Die äußere Erscheinung von Karbonatiten ist aufgrund ihrer chemischen und gefügekundlichen Variabilität großen Schwankungen unterworfen. Ihre Korngrößen bewegen sich zwischen feinkörnig hin zu riesenkörnig (pegmatitartig), und ihr Farbton variiert von hell nach dunkel, abhängig vom Anteil mafischer Minerale. Bei beginnender Alteration werden Karbonate zersetzt. Insbesondere eisenreiche Karbonate können dem Gestein bei ihrem Zerfall eine beige, rot- bis dunkelbraune Färbung verleihen. Die Verwitterung von Karbonatiten führt im subtropischen und tropischen Klima zu Lateritisierung und einer Anreicherung von nichtkarbonatischen Mineralen, die gelegentlich abbauwürdige Lagerstätten darstellen können. In seltenen Fällen sind Karbonatite resistenter als die sie umgebenden Silikatgesteine; ein gutes Beispiel hierfür ist der Karbonatitstock von Tororo in Uganda, der seine Umgebung um fast 300 Meter überragt.
In Karbonatiten können sich unter humiden klimatischen Bedingungen auch Karstphänomene einstellen.

### Vergesellschaftung
Typisch für Karbonatite ist ihre Vergesellschaftung mit an SiO2-untersättigten Magmatiten. Insgesamt sind rund 80 % der Karbonatite mit alkalischen Silikatgesteinen assoziiert, deren chemische Zusammensetzung ein weites Spektrum von ultramafischen (z. B. Dunit) bis hin zu sauren Magmatiten (wie beispielsweise Syenit) überspannen kann. Von großer Bedeutung ist außerdem ihre enge Verbindung zu Melilithgesteinen, Kimberliten, Meimechiten und verwandten Gesteinen, die sich alle durch sehr niedrige SiO2-Gehalte auszeichnen. Insbesondere zu den karbonatitischen Kimberliten bestehen alle Übergänge.
Nur 20 % der Karbonatite treten vollständig unabhängig auf (wie beispielsweise der Karbonatit vom Mount Weld in Australien).
Folgende Assoziationen können unterschieden werden:
- miaskitische Alkaligesteinsassoziation (vorherrschend): Aluminiumüberschuss bei gleichzeitiger Verarmung an Alkalioxiden und Zr, jedoch Anreicherung an FeO⋅CaO⋅MgO.
- agpaitische Alkaligesteinsassoziation: zeichnet sich durch ein Aluminiumdefizit aus, gleichzeitig erfolgt Anreicherung an den Alkalioxiden Na2O und K2O sowie an Fe2O3 und Zr.

Zu den assoziierten Magmatiten gehören: Ijolith, Melteigit, Teschenit, Lamprophyre, Phonolith, Nephelinit, Foyait, Shonkinit, an Kieselsäure untersättigter und foidführender Pyroxenit (Essexit) sowie Nephelinsyenit.

### Auftreten

Profilschnitt durch eine typisch zylindrische Karbonatitintrusion unterhalb eines Alkaligesteinsvulkans

Karbonatite stehen, von einigen Ausnahmen abgesehen, generell mit alkalischem Magmatismus in Zusammenhang und treten meist als subvulkanische oder flachlagernde plutonische Komplexe wie beispielsweise Lopolithe auf. So unterlagern Karbonatite nephelinitische Laven und Pyroklastika. In zonierten Alkaliintrusivkomplexen (Ringkomplexe mit Ringstrukturen wie Phalaborwa in Südafrika) bilden sie kleine Stöcke (engl. plugs), Lagergänge, Gänge, Adern und Brekzien. Die Stöcke sind oft als zylindrischer, zentraler Intrusivkörper ausgebildet, der mehrphasig intrudiert sein kann wie bei den Karbonatiten von Mud Tank und Mount Weld in Westaustralien. Häufig finden sich oberhalb der Intrusion Karbonatitbrekzien oder auch karbonatitisch-silikatische Mischbrekzien, die das explosionsartige Aufdringen sowie später erfolgte Bewegungen des Karbonatits dokumentieren. Ferner können vom Oberrand des Stocks Karbonatitgänge als cone sheets, Radial- oder Ringgänge in einer oder in mehreren Generationen ins überlagernde Nachbargestein entsendet werden (siehe nebenstehende Abbildung).
In den proterozoischen mobilen Gürteln Australiens erscheinen Karbonatite als Gänge und diskontinuierliche Linsen.
Ein Charakteristikum von Karbonatitintrusionen ist die von ihnen bewirkte hydrothermale Alteration bzw. Metasomatose des Nachbargesteins, die als Fenitisierung bezeichnet wird. Die ins Nachbargestein eindringenden heißen Lösungen können sowohl der Karbonatitschmelze und/oder dem vergesellschafteten Silikatmagma entstammen. Bei den Gesteinsumwandlungen werden zwei Typen unterschieden:
- Natrium-Fenitisierung
- Kalium-Fenitisierung

wobei die Natrium-Fenitisierung meist überwiegt. Im Nebengestein entstehen folglich Natrium-reiche Silikate wie Arfvedsonit, Barkevikit und Glaukophan. Zusätzliche Neubildungen sind Hämatit und andere Eisen- und Titanoxide sowie Phosphate. Die Umwandlungsprodukte werden als Fenite bezeichnet.
Extrusiv erscheinen Karbonatite (als Karbonatitlaven) nur selten. Etwas häufiger sind Tuffe – als effusive Karbonatittuffe oder als Schlottuffe melilithisch-karbonatitischer Zusammensetzung. Der einzige aktive Karbonatitvulkan ist der Ol Doinyo Lengai in Tansania, der aber von einigen vor noch nicht allzu langer Zeit erloschenen, pleistozänen Karbonatitvulkanen umgeben wird – hierzu gehört auch der bereits in Kenia liegende Mount Homa.

### Gefüge
Bei Karbonatiten werden folgende Strukturen als primär magmatischen Ursprungs angesehen:
- Porphyrische Strukturen
- Fluidalstrukturen
- Kammförmige Strukturen
- Granoblastische Strukturen

Bei den porphyrischen Strukturen erscheinen größere Calcite oder Dolomite als Einsprenglinge (Porphyroblasten) in einer feinkörnigeren Grundmasse. Die flach rhomboedrischen Einsprenglinge sind meist idiomorph ausgebildet, können aber auch abgerundet sein. Sehr selten wird auch eine antiporphyrische Struktur angetroffen, bei der die Einsprenglinge kleiner als die nicht idiomorphen Grundmassekörner sind. Die Fluidalstrukturen zeigen eine trachytoide Einregelung der zuerst kristallisierten Calcittafeln. Kammförmige Strukturen oder auch Kammtexturen (engl. comb layering) entstehen durch bevorzugtes Wachstum langprismatischer oder dünntafeliger Karbonatmineralien in bevorzugten Richtungen. Sie finden sich hauptsächlich in Karbonatitgängen (wie beispielsweise bei Oberbergen im Kaiserstuhl), bei denen sie senkrecht zum Salband angeordnet sind. Die granoblastischen Strukturen treten vorwiegend in massiven Intrusionen auf, wohingegen die drei erstgenannten Strukturen an Karbonatitgänge gebunden sind. Die individuellen Korngrenzenumrisse der Granoblasten sind entweder einfach mit mosaik- oder pflasterartig angeordneten Einzelkörnern, häufiger jedoch buchtig bis hin zu zerlappt.
Karbonatite besitzen aufgrund ihres variablen Chemismus und vielseitigen geologischen Auftretens sehr unterschiedliche Texturformen:
- Richtungslos-massige Texturen
- Lagige oder schlierige Texturen
- Paralleltexturen
- Kammtexturen
- Blasige Texturen
- Globulitische Texturen
- Brekziöse Texturen
- Klastische Texturen

Lagige Texturen entstehen entweder durch Korngrößenunterschiede oder durch eine bevorzugte Verteilung der Mineralkomponenten, insbesondere der nichtkarbonatischen Minerale. Paralleltexturen können gneisartig oder als Fluidaltexturen ausgebildet sein. In ihnen erfolgt eine Einregelung linsen- oder plattenförmiger Minerale wie Karbonate oder Glimmer. Blasige oder vesikulare und auch globulitische Texturen sind selten, wobei die Hohlräume mineralverfüllt sein können. Die brekziösen Texturen sind entweder monomikt oder polymikt. Klastische Texturen bestehen aus unregelmäßig gestalteten Fragmenten. Sie werden zusammen mit Lapilli-, Kügelchen- oder Tropfentexturen bei Karbonatittuffen angetroffen.
Insgesamt gilt zu bedenken, dass die bei Karbonatiten vorgefundenen Mineralbestände und Gefüge oft nicht primärer Natur sind. Nach der Intrusion können tektonische Verformungen Zwillingslamellierung in Calcit und Gitterverzerrungen bewirken sowie generell zu Rekristallisationen führen. Flüssigkeits- und Gaseinschlüsse in Mineralen deuten darauf hin, dass die ursprünglichen Karbonatitmagmen reicher an Alkalien waren, welche sie jedoch durch die von ihnen ausgehende Alkalimetasomatose (Fenitisierung) ans Nachbargestein verloren. Karbonatite entsprechen daher dem nichtalkalischen Anteil des Ursprungsmagmas und zeigen ferner die Merkmale späterer Umkristallisationen.

## Petrogenese
Der Entstehungsprozess der Karbonatite (Petrogenese) wird mittels dreier Modellvorstellungen erklärt:
- Primär im Erdmantel:
  - direkte Erzeugung durch partielles Aufschmelzen (bei geringer Aufschmelzrate) eines karbonathaltigen Mantelperidotits mit anschließender Schmelzdifferenzierung.[11]
- Sekundär aus Silikatschmelzen:
  - Absonderung der Karbonatitschmelze aufgrund ihrer Unmischbarkeit mit silikatischen Schmelzen.[12]
  - Absonderung der Karbonatitschmelze aufgrund ungewöhnlicher und extremer Kristall-Fraktionierungsprozesse.[13]

Alle drei Modellvorstellungen können durch Beispiele belegt werden, Kombinationen untereinander sind ebenfalls denkbar.
In der Vergangenheit wurde noch die Ansicht vertreten, dass eindringende Magmenpulse Marmore und Kalkgesteine zum Aufschmelzen gebracht und so die Karbonatitmagmen erzeugt hatten. Dem widersprechen jedoch detaillierte mineralogische und geochemische Untersuchungen. So bewegt sich beispielsweise das Strontiumisotopenverhältnis 87Sr/86Sr für Karbonatite zwischen 0,702 und 0,705 mit einem Durchschnittswert bei 0,7035, wohingegen bei sedimentären Kalken und Marmoren dieses Verhältnis in der Regel 0,706 überschreitet. Überdies unterscheiden sich Karbonatite von sedimentären Calcitgesteinen allein durch ihre deutlichen Anreicherungen von Strontium, Barium und Seltenen Erden im Calcit.

### Entstehungsort
Über den Herkunftsort karbonatreicher Magmen bestehen nach wie vor sehr unterschiedliche Ansichten. Wie weiter oben bereits angedeutet zeichnet sich jedoch ab, dass eine große Anzahl von Karbonatiten entweder direkt oder indirekt mit Aufwallungsbereichen des Erdmantels wie Hotspots oder Plumes in Verbindung stehen. Die darüber hinausgehende Annahme, dass die meisten Karbonatschmelzen ihren letztlichen Ursprungsort im Mantel haben dürften, wird durch die Isotopenverhältnisse von Strontium, Neodym und Blei, Analysen der Isotopenzusammensetzung von Edelgasen und stabilen Elementen wie Kohlenstoff und Sauerstoff sowie experimentell ermittelten Phasengleichgewichten gestützt. Generell bekunden diese geochemischen Parameter den relativ kontaminationsfreien Aufstieg karbonatitischer Magmen durch die Erdkruste.
Die Isotopenverhältnisse δ13C und δ18O spannen bei primären Mantelgesteinen die so genannte Mantelbox auf, deren δ13C-Werte sich zwischen −5 und −7 ‰ und deren δ18O-Werte sich zwischen +5 und +8 ‰ SMOW bewegen. Primär magmatische Karbonatite zeigen einen praktisch deckungsgleichen und nur geringfügig erweiterten Spielraum von −4 bis −8 ‰ bei den δ13C-Werten und +5 bis +10 bei den δ18O-Werten. Durch fraktionierte Kristallisation erweitert sich dieser Spielraum zu −1 bis −9 ‰ für die δ13C-Werte und zu +5 bis +15 für die δ18O-Werte. Hydrothermal überprägte Karbonatite können sogar die für Karbonate sedimentären Ursprungs charakteristischen δ13C-Werte von +30 erreichen.
Isotopenuntersuchungen an Karbonatiten kommen in diesem Kontext zu folgenden Ergebnissen:
- Die in ozeanischen Inselbasalten vorgefundenen Mantelkomponenten HIMU bzw. high-μ (viel das leicht radioaktives Blei-Isotop 204Pb enthaltend), EM I und FOcal ZOne bzw. FOZO (siehe dazu auch: DMM-Komponenten) sind ebenfalls in Karbonatiten, die jünger als 200 Millionen Jahre sind, gegenwärtig.[16]
- An einigen Karbonatiten vorgenommene Edelgasisotopenanalysen legen ihre Herkunft von einer relativ primitiven Mantelquelle nahe.[17]
- Die abgereicherte Mantelkomponente DMM ist offensichtlich an der Genese von Karbonatiten nicht beteiligt, was seinerseits eine Einbeziehung ozeanischer Lithosphäre in der Quellregion ausschließt.
- Einige Karbonatite zeichnen sich durch nicht-radiogene Hafnium-Isotopenzusammensetzungen aus; dies legt ein altes, unangereichertes, tiefsitzendes Mantelreservoir als Quellregion nahe.[18]

Die Tiefe der Magmenbildung steht nach wie vor zur Debatte. Selbst eine Entstehung im Unteren Erdmantel wird neuerdings als wahrscheinlich betrachtet – sollte sich diese Vermutung bewahrheiten, so würde sich hieraus eine fundamentale Kontrollfunktion über Mobilität und Langzeitaufenthalt von Kohlenstoff in tiefen Mantelbereichen ergeben. In welchen Tiefen karbonatische Schmelzen noch existieren können, hängt letztlich vom Stabilitätsbereich der betreffenden Karbonatminerale ab,  welcher seinerseits kritisch mit dem Oxidationszustand des Mantels verknüpft ist.
Auch petrologische Laborexperimente lassen vermuten, dass karbonatische Schmelzen in der ozeanischen Low Velocity Zone (LVZ) und im tiefen Mantel anzutreffen sind. Das Verhalten dieser Schmelzen unter extrem hohen Drucken ist aber noch Forschungsneuland. Mögliche Anhaltspunkte in diesem Bereich liefern Karbonateinschlüsse in Diamanten oder durch Stoßwellenmetamorphose veränderte Karbonate in Impaktkratern.

## Bedeutung
Zweifelsohne spielen Karbonatite eine sehr wichtige Rolle im Kohlenstoffkreislauf der Erde. Durch ihre vermutete Entstehung in tiefen Mantelbereichen dürften sie für den Transport von Kohlenstoff aus dem Erdinneren an die Erdoberfläche von großer Bedeutung sein. Es wird angenommen, dass der Kohlenstoffgehalt des metallischen Erdkerns bis zu 5 Masseprozent beträgt – entsprechend 1020 Kilogramm festem C. Ein Teil dieses Kohlenstoffreservoirs wird schließlich auch in den Erdmantel verlagert.
Karbonatitischer Vulkanismus ist letztendlich dafür verantwortlich, dass leichte Elemente und Kohlenstoff aus dem Erdmantel an die Erdoberfläche gelangen. Kohlenstoff wird in Form von Kohlendioxid über Kraterschlote, Maare und Geysire entweder direkt an die Erdatmosphäre abgegeben oder infiltriert in den Grundwasserzyklus, wo er als Travertin abgeschieden werden kann. So wurde beispielsweise an zentralitalienischen Karbonatitschloten eine tägliche Durchflussrate von 800 Tonnen CO2 nichtvulkanischen Ursprungs gemessen.

## Assoziierte Lagerstätten
Eine charakteristische Eigenschaft von Karbonatiten ist ihre außergewöhnliche Anreicherung von Seltenen Erden (vor allem der Leichten Seltenen Erden – engl. LREE), Phosphor, Niobium, von radioaktiven Elementen wie Uran und Thorium sowie von Kupfer, Eisen, Titan, Barium, Fluor, Zirkonium und anderen seltenen und inkompatiblen Elementen. Manche Karbonatitkomplexe sind sehr reich an Vanadium, Zink, Molybdän und Blei.
Karbonatite sind eine Quelle von ökonomisch bedeutenden Mineralen wie Fluorit, Baryt, Apatit, Vermiculit, Magnetit und Pyrochlor, einem wichtigen Niob- und Uran-Mineral.
Die Anreicherungen finden sich in mineralisierten Adern, die entweder den Karbonatitstock selbst oder seine metasomatisierte Aureole durchziehen.

### Seltene Erden

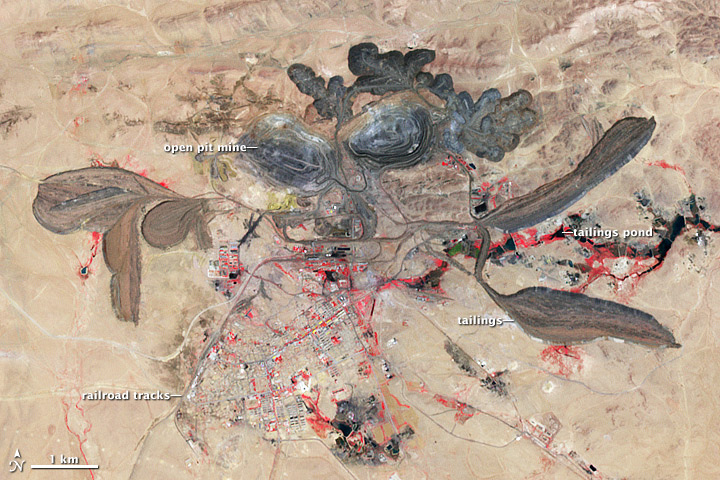
Falschfarben-Infrarot-Satellitenbild der Bayan-Obo-Mine (engl. beschriftet)

Die größte bekannte Anreicherung von Seltene-Erden-Mineralen der Welt ist die Bayan-Obo-Mine in der Inneren Mongolei Chinas, assoziiert mit Dolomitmarmor und Karbonatitgängen. Ihre Gesamtvorkommen werden auf 2,22 Millionen Tonnen reines Seltenerdoxid geschätzt. Die Vorräte in Phalaborwa in Südafrika sind mit 2,16 Millionen Tonnen reines Seltenerdoxide nur unwesentlich geringer. Im Norden der Provinz Western Cape wird ein international bedeutsames Vorkommen durch das Bergwerk Steenkampskraal abgebaut.
Ein weiteres riesiges Vorkommen bildet die Sulphide-Queen-Lagerstätte im Mountain-Pass-Distrikt in Kalifornien mit 1,78 Millionen Tonnen Vorräten an reinem Seltenerdoxid. Sie ist an Karbonatitgänge und kalireiche Intrusionen gebunden. Der Name der Lagerstätte ist übrigens etwas irreführend, da sie nicht nach etwaigen Sulfidmineralen benannt ist, sondern nach den Sulphide-Queen-Bergen. Ihre wichtigsten Erzminerale sind Bastnäsit (Cerium, Lanthan und Yttrium) sowie Parisit (Cerium, Lanthan und Neodym). Die Vorräte von Oka in Kanada liegen bei 0,12 Millionen Tonnen reines Seltenerdoxid.

### Apatit bzw. Phosphor
Ungewöhnlich ist der Tagebau am paläoproterozoischen Karbonatitkomplex von Phalaborwa in Südafrika. Dort wird an einem Karbonatitkern ein Serpentinit-Magnetit-Apatit-Gestein abgebaut, das den lokalen und kommerziellen Namen Phoscorite trägt. Nebenprodukte sind u. a. Magnetit, Apatit, Gold, Silber, Platinmetalle und Uran. Innerhalb desselben Alkaligesteinskomplexes liegt außerdem die weltgrößte magmatische Phosphat-Lagerstätte. Dort wird zudem apatitreicher Pyroxenit abgebaut. Die Vorräte an reinem P2O5 werden in Phalaborwa auf 42 Millionen Tonnen geschätzt.
Ähnliche Karbonatit-Alkali-Gesteinskomplexe finden sich auf der Halbinsel Kola (beispielsweise in Kovdor). Auch dort ist Apatit das wichtigste Phosphatmineral. In Brasilien wird Apatit in den Karbonatiten von Araxá und Jacupiranga abgebaut.

### Pyrochlor bzw. Niob

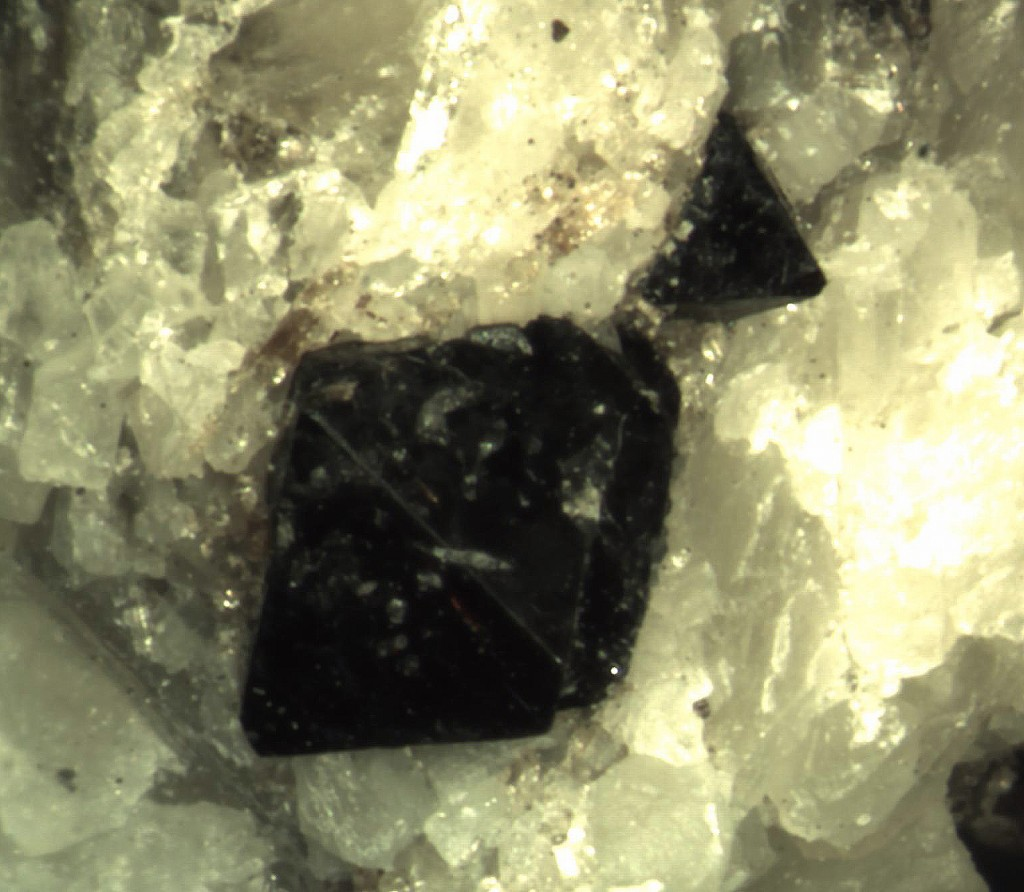
Uranreicher Pyrochlor aus Oka, Québec

Der größte Teil der Weltproduktion an Niob stammt aus dem Pyrochlor der Karbonatite. Beispiele für Niobgewinnung sind Oka in Kanada mit 0,5 Millionen Tonnen Reserven an Nb2O5, Panda Hill in Tansania mit Reserven von 0,34 Millionen Tonnen reines Nioboxid, die Bayan-Obo-Mine in China und Araxá in Brasilien. Pyrochlor kann mitunter sehr reich an Uran sein, weswegen Karbonatite oft auch erhöhte Werte an Radioaktivität aufweisen.

### Fluorit
Der Karbonatitkomplex von Amba Dongar in Indien weist mit Vorräten von 3,48 Millionen Tonnen bedeutende Fluoritvorkommen auf.

### Eisenerz
Gelegentlich bilden Karbonatitkomplexe wegen ihres Magnetit- und/oder Hämatitgehaltes auch abbauwürdige Eisenerze, wie dies in der Bayan-Obo-Mine, im Fen-Komplex, in Kovdor und in Phalaborwa der Fall ist. In Phalaborwa werden überdies Kupfersulfide verwertet.

### Kupfer
Die Phalaborwa-Mine in Südafrika besitzt mit 1,97 Millionen Tonnen reinem Kupferoxid reichhaltige Vorräte an Kupfer. Die Mineralisation erfolgte vorwiegend in den Kupfersulfidmineralen Chalkopyrit, Bornit und Chalkosin. Die extrem reiche Lagerstätte führt außerdem Apatit, Vermiculit, Magnetit (untergeordnet), das Kobaltsulfid Linneit und das Zirkon-Hafnium-Oxid Baddeleyit. Als Nebenprodukte fallen Gold, Silber, Nickel und Platin an.

### Diamanten
In melanokraten Karbonatiten Usbekistans – Alvikitgänge in einem Diatrem bestehend aus dem Trio Mantelfragmente, Melilithit und Calcitkarbonatit – wurden sogar Diamanten entdeckt.

## Vorkommen
Vom Volumen aus betrachtet stellen Karbonatite eine der am wenigsten verbreiteten Gesteinsarten dar, weltweit waren bis 2008 gerade einmal 527 Karbonatitkomplexe dokumentiert, von denen nur 49 extrusiver Natur sind. Unter den extrusiven Karbonatiten sind Kalziokarbonatite (41) und dolomitische Karbonatite (7) in der Überzahl, von Natrokarbonatit gibt es nur ein Vorkommen.
Das Alter von Karbonatiten erstreckt sich vom ausgehenden Archaikum bis in die Gegenwart. Der bisher älteste Karbonatit ist der Sövit von Siilinjärvi in Finnland, der mit maximal 2600 Millionen Jahre BP datiert wurde. Der nächstältere Karbonatit von Phalaborwa in Südafrika erbrachte paläoproterozoische Alter zwischen 2063 und 2013 Millionen Jahre BP. Die Häufigkeit von Karbonatitvorkommen scheint in der jüngeren Erdgeschichte mit abnehmendem Alter zuzunehmen, dies stellt aber womöglich nur ein Artefakt dar, das auf der leichteren Erodierbarkeit von Karbonatiten im Vergleich mit Silikatgesteinen beruht.
Karbonatite kommen meist streng lokal begrenzt in nur wenige Quadratkilometer großen Arealen vor. Sie sind auf allen Kontinenten zugegen, die Antarktis mit eingeschlossen. Ihr bevorzugtes geotektonisches Milieu sind hierbei das stabile Platteninnere, aber auch Plattenränder. Allein ein Drittel der Vorkommen konzentrieren sich in Afrika. Auf ozeanischen Inseln sind bisher nur drei Vorkommen bekannt, und zwar auf den Kerguelen, den Kapverden und den Kanaren.
Das Vorkommen von Karbonatiten ist vornehmlich mit Hot-Spot-Vulkanismus und den zugehörigen kontinentalen Riftsystemen verbunden. Mit seinem Ostafrikanischen Grabenbruch ist Afrika der Kontinent mit dem weltweit einzigen aktiven Karbonatitvulkan – dem Ol Doinyo Lengai – der aus Natrokarbonatit bestehende Lava direkt mit einer äußerst geringen Temperatur von 540 bis 593 °C eruptiert.
Darüber hinaus bemerken Ernst und Bell (2010) eine enge Verknüpfung von Karbonatiten mit magmatischen Großprovinzen (LIP) wie beispielsweise den Flutbasalten des Dekkans oder des Paraná-Beckens. Dies ist nicht weiter verwunderlich, da magmatische Großprovinzen ihrerseits wiederum direkt mit Rifts und Hotspots in Verbindung stehen und deren letztendliche Ursache in einem asthenosphärischen Aufwallen (Mantelplume) des sublithosphärischen Mantels begründet liegt.
Rund 50 % der Karbonatite sind mit unter Dehnung stehenden Krustenbereichen wie beispielsweise Grabenbrüchen (engl. rift valleys) assoziiert, viele stehen auch mit bedeutenden tektonischen Anisotropien wie tiefgehenden Verwerfungen, Lineamenten und Scherzonen in Zusammenhang. Oft sind sie auch an strukturelle Reaktivierungen und großangelegte domartige Lithosphärenaufwölbungen gebunden. Bei der Erzeugung CO2-reicher Schmelzen scheinen verdickte Lithosphärenbereiche, wie sie gerade auch unter den alten Kratonen des Archaikums gefunden werden, offensichtlich eine nicht unbedeutende Rolle zu spielen.
Zu Subduktionszonen waren bisher so gut wie gar keine Beziehungen bekannt. Auch über ozeanischer Lithosphäre sind Karbonatitvorkommen selten. Dennoch lassen mit Karbonatitschmelzen ausgefüllte Zwischenräume in Dunit-Xenolithen des Kerguelen-Archipels eine weitergehende Verbreitung im ozeanischen Bereich vermuten. Neuentdeckungen von Karbonatitmetasomatose unter Ozeaninseln, von Karbonatiten innerhalb von Ophiolithen und selbst in tiefen Subduktionszonen scheinen diese Vermutung offensichtlich zu bestätigen.

### Auflistung
Es folgt eine alphabetisch nach Ländern geordnete Auflistung von Karbonatitvorkommen:
Afghanistan
- Khanneshin[38]

Angola
- Bonga/Tchivira Quilengues – Unterkreide, Barremium – 130 Millionen Jahre BP[39]

Australien
- Copperhead, Kimberley, Northern Territory – Orosirium – zirka 1821 Millionen Jahre BP
- Cummins Range, Kimberley, Northern Territory – Stenium – 1012 ± 12 Millionen Jahre BP[40]
- Gifford Creek, Capricorn Orogen, Western Australia – Ectasium – 1250 Millionen Jahre BP
- Mordor – Stenium – 1130 Millionen Jahre BP
- Mount Weld, Western Australia – Orosirium – 2025 Millionen Jahre BP[41]
- Mud Tank, Strangways Metamorphic Complex, Northern Territory – Cryogenium – 732 Millionen Jahre BP
- Ponton Creek, Eastern Goldfields Province, Western Australia – Orosirium – 2045 ± 10 Millionen Jahre BP
- Wolloway, Gawler-Kraton, South Australia – Jura
- Yungul, Kimberley, Northern Territory

Bolivien
- Ayopaya

Brasilien
- Angica dos Dias, Bahia

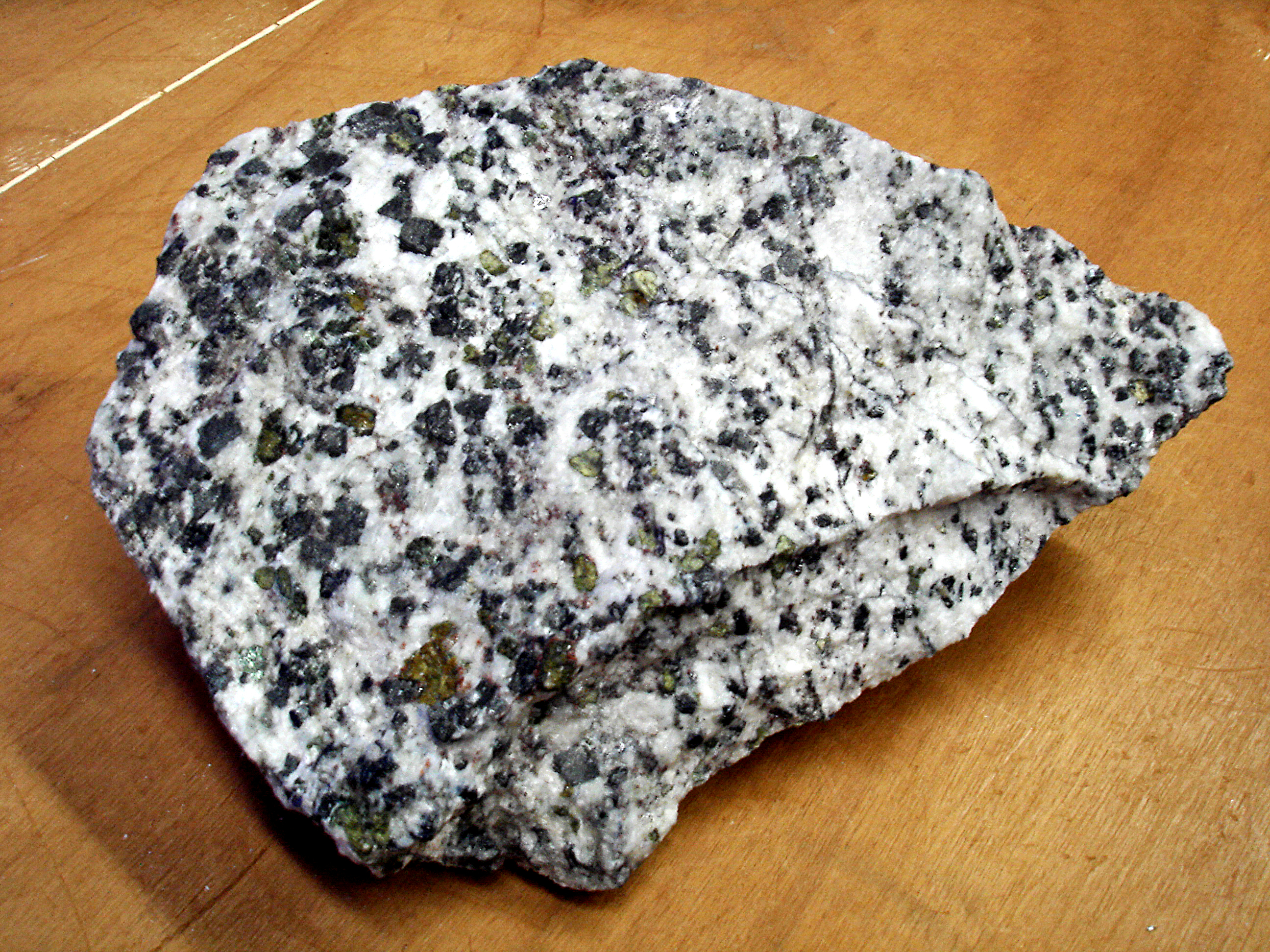
Karbonatit von Jacupiranga, Brasilien

- Anitápolis – Valanginium bis Albium – 131 bis 104,7 Millionen Jahre BP
- Araxá
- Barra do Itapirapuà – Barremium bis Aptium – 128 ± 19 bis 114,7 ± 9,7 Millionen Jahre BP
- Catalão, Goiás mit Catalão I und Catalão II
- Fazenda Varela
- Ipanema – Valanginium bis Aptium – 138,2 bis 121,8 Millionen Jahre BP
- Itanhaém – Valanginium – 132,8 ± 4,6 Millionen Jahre BP
- Itapirapuà – Albium – 104,8 bis 101,4 Millionen Jahre BP
- Jacupiranga – Oxfordium bis Aptium – 161 bis 125 Millionen Jahre BP
- Juquía, São Paulo – Oxfordium bis Barremium – 159,0 bis 126,9 Millionen Jahre BP
- Mato Preto – Unterkreide
- Salitre, Minas Gerais
- Seis Lagos, Amazonas
- Serra Negra, Minas Gerais
- Topira

Burundi
- Gakara
- Matongo

China
- Bayan-Obo-Mine, Innere Mongolei
- Dalucao, West-Sichuan[42]
- Gangcheng, Shandong
- Laiwu-Zibu, westliche Shandong-Provinz[43]
- Lizhuang, W-Szetschuan
- Maoniuping, W-Szetschuan
- Miaoya, Hubei
- Weishan

Comoren
- Grande Comore

Demokratische Republik Kongo
- Bingo, Nord-Kivu
- Kirumba, Nord-Kivu
- Lueshe, Nord-Kivu

Deutschland
- Delitzsch – Komplex aus Karbonatit und ultramafischem Lamprophyr[44]
- Kaiserstuhl im Oberrheingraben
- Laacher See[45]

Finnland
- Naantali
- Sallanlatvi – Frasnium – 375 ± 5 Millionen Jahre BP
- Siilinjärvi – Neoarchaikum – 2530 ± 45 Millionen Jahre BP
- Sokli – Frasnium −380,3 ± 7,1 Millionen Jahre BP
- Vuorijärvi – Frasnium – 375 ± 7 Millionen Jahre BP

Frankreich
- Kerguelen – Albium bis Coniacium – 110 bis 88 Millionen Jahre BP

Gabun
- Mabounie

Griechenland
- Anafi (Kykladen)[46]

Grönland
- Grønnedal-Ikka
- Igaliku-Gangschwarm[47]
- Sarfartoq[48]
- Tikiusaaq – Mesozoikum[49]

Indien
- Ajjipuram, Kollegal Taluk, Karnataka
- Barra
- Chotai-Udaipur-Karbonatitdistrikt,[50] Gujarat mit
  - Amba Dongar – Danium – 65 bis 61 Millionen Jahre BP
  - Panwad-Gawant
  - Siriwasan
- Danta-Langera-Mahabur – Tertiär
- Hogenakkal
- Jasra
- Jokipatti, Madras
- Kambam
- Kamthai
- Mahadwa-Bhagdari
- Mulakkadu
- Mundwara in Rajasthan – Maastrichtium bis Thanetium – 70 bis 56 ± 8 Millionen Jahre BP
- Munnar, Kerala
- Newania in Rajasthan – Proterozoikum[51]
- Pakkanadu
- Samalpatti, Tamil Nadu – Cryogenium – 757 ± 11 Millionen Jahre BP mit den Unterkomplexen:
  - Garigalpatti
  - Jogipatti
  - Onnakkarai
  - Pallasulakkarai
- Samchampi – Albium – 105 Millionen Jahre BP
- Sarnu-Dandali (Barmer) – Maastrichtium – 68,57 ± 0,08 Millionen Jahre BP
- Sevathur, Tamil Nadu – Cryogenium – 756 ± 11 Millionen Jahre BP
- Sung Valley, Meghalaya – Albium – 107,5 bis 106,6 Millionen Jahre BP
- Swangkre – Albium – 107 ± 4 Millionen Jahre BP
- Vinjamur
- Yelagiri

Italien
- Grotta del Cervo
- Monte Vulture und Monticchio-Seen
- Oricola
- Polino
- San Venanzo-Pian di Celle in Umbrien

Kanada
- British Columbia:
  - Aley

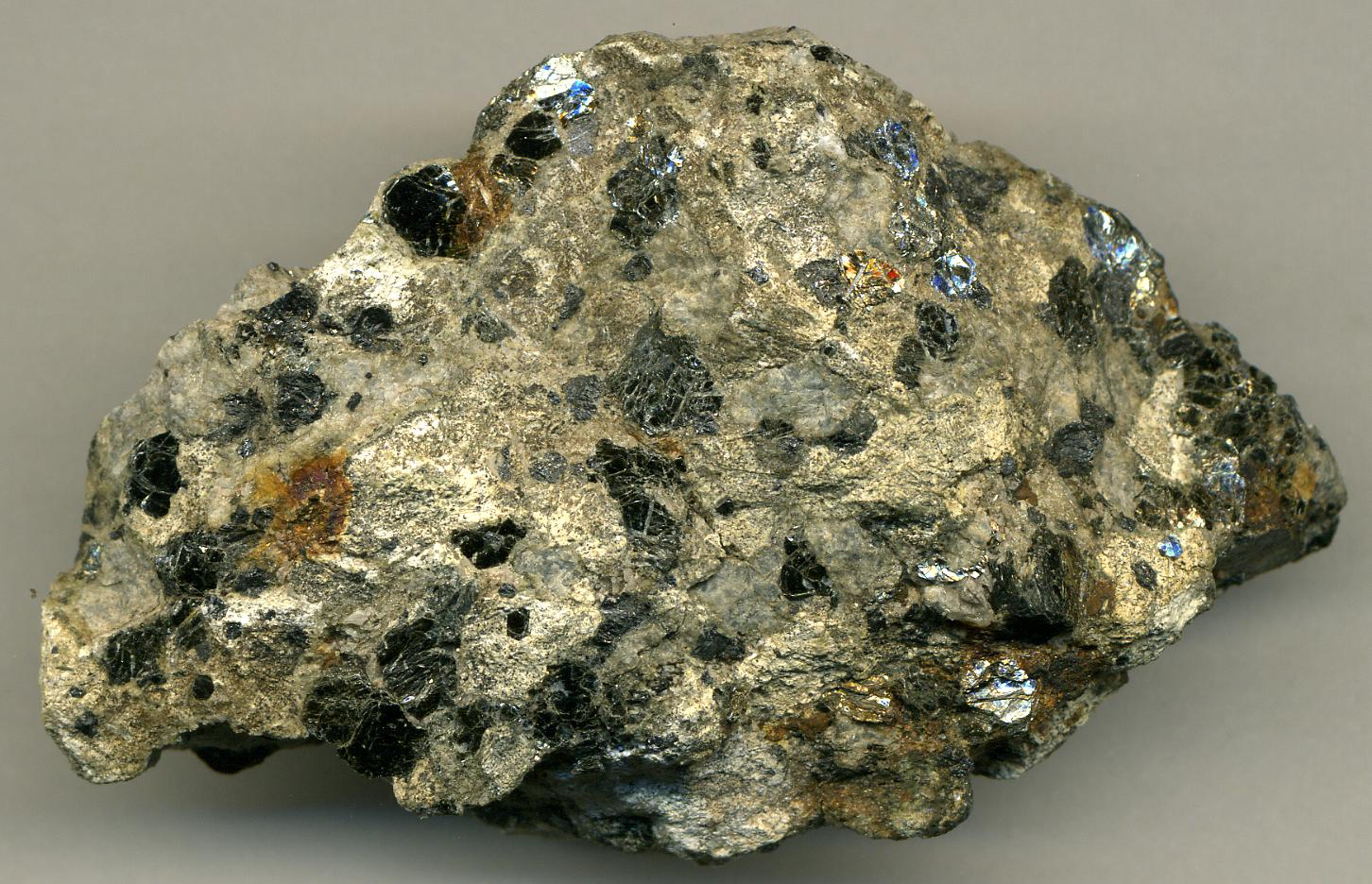
Karbonatit von Oka (Okait), Québec

  - Lonnie-Karbonatitkomplex, Manson Creek
  - Monashee Mountains am Blue River
  - Mount Grace, Sushwap-Komplex
  - Upper Fir
  - Verity-Paradise-Karbonatitkomplex, Blue River
- Labrador:
  - Ailik Bay[52]
- Ontario:
  - Argor
  - Callander Lake
  - Firesand River bei Wawa
  - Lackner Lake
  - Manitou Island
  - Martinson Lake
  - Nemegosenda Lake
  - Prairie Lake
  - Seabrook Bay
- Québec (Sankt-Lorenz-Strom-Graben):
  - Oka
  - Saint-André
  - Saint-Honoré

Kapverdische Inseln
- Brava
- Fogo – Zancleum – 3,7 Millionen Jahre BP
- Maio
- Santiago[53]
- São Vicente

Kenia
- Buru Hill
- Kisingiri und Rungwa – Bartonium bis Burdigalium – 38 bis 17,5 Millionen Jahre BP
- Legetet Hills
- Mount Homa – Serravallium bis Pleistozän – 12 bis 1,3 Millionen Jahre BP
- Mrima Hill
- Nyamaji – Burdigalium bis Tortonium – 18,3 ± 0,5 und 10,6 ± 0,3 Millionen Jahre BP
- Nyanza
- Ruri Nord und Ruri Süd – Tortonium bis Zancleum – 11 bis 4,1 Millionen Jahre BP
- Shombole – Gelasium – 2,00 ± 0,05 und 1,96 ± 0,07 Millionen Jahre BP
- Tinderet und Londiani – Burdigalium bis Messinium – 19,9 bis 5,5 Millionen Jahre BP
- Wasaki-Halbinsel – Langhium bis Serravallium – 16 ± 0,5 und 12,7 ± 0,6 Millionen Jahre BP

Malawi
- Chilwa
- Kangankunde
- Nathace/Tundulu

Marokko
- Tamazeght bei Midelt, Hoher Atlas

Mauretanien
- Bou Naga

Mongolei
- Lugiingol
- Mushgai-Khudag

Namibia
- Dicker Willem
- Epembe
- Eureka, Damaraland
- Kalkfeld, Damaraland
- Marinkas Kwela
- Okurusu – Unterkreide
- Ondurukurume, Damaraland
- Swartbooisdrif

Neuseeland
- Haast River

Norwegen
- Fen-Komplex in Telemark
- Stjernøy

Oman
- Batain-Decken, Ost-Oman
- Masfut-Rawda-Rücken, Nord-Oman

Paraguay

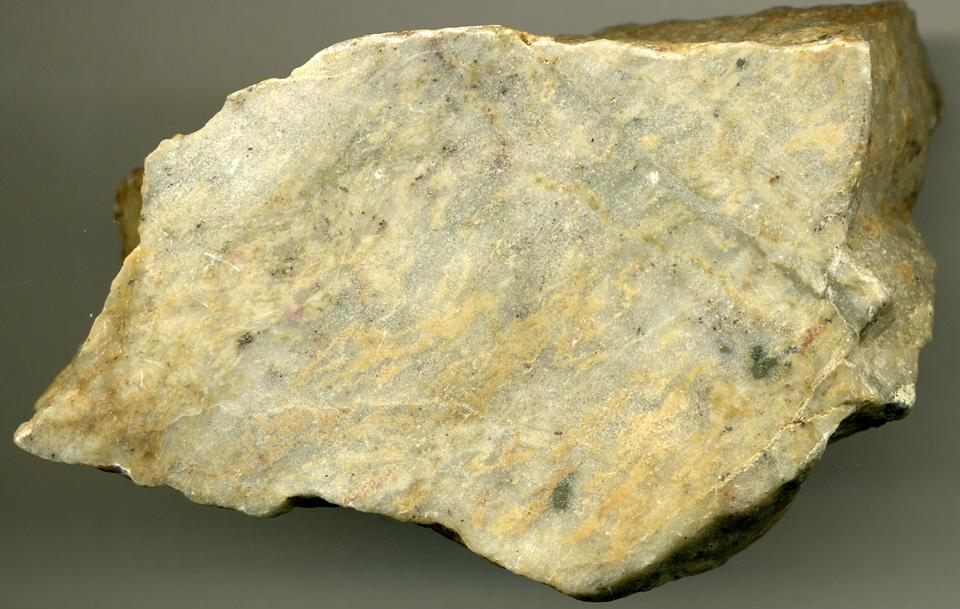
Karbonatit vom Chilwa-See, Malawi

- Chiriguelo – Barremium bis Aptium – 128 ± 5 bis 118,9 ± 20,3 Millionen Jahre BP
- Guazú
- Sapucai
- Sarambí

Polen
- Tajno-Massiv – Viseum – 327 Millionen Jahre BP

Russland
- Halbinsel Kola:
  - Afrikanda – Famennium – 364,0 ± 3,1 Millionen Jahre BP
  - Chibiny – Frasnium bis Famennium – 377,3 ± 3,9 bis 362,4 ± 4,5 Millionen Jahre BP
  - Kandeguba – Givetium – 385,6 ± 3,1 Millionen Jahre BP
  - Kontozero
  - Kovdor – Frasnium – 378,64 ± 0,23 Millionen
- Sibirien:
  - Bol'shaya Tagna, östliches Sajangebirge
  - Chuktukonskoye, Krasnojarsk
  - Maimetscha-Kotui
  - Tomtor, Sacha, Jakutien
- Ural:
  - Il’manski-Vishnevogorski

Sambia
- Kaluwe – weltweit voluminösestes Karbonatitvorkommen
- Nkombwa Hill

Schweden
- Alnön
- Kalix

Simbabwe;
- Dorowa
- Shawa

Spanien
- Calatrava

Kanarische Inseln
- Fuerteventura (Ajni-Solapa) – basaler Komplex
- La Palma
- Teneriffa

Südafrika
- Glenover, Limpopo
- Goudini
- Kruidfontein
- Nooitgedacht-Magmatitkomplex
- Phalaborwa mit Palabora-Komplex
- Sandkopsdrif
- Spitskop

Tansania

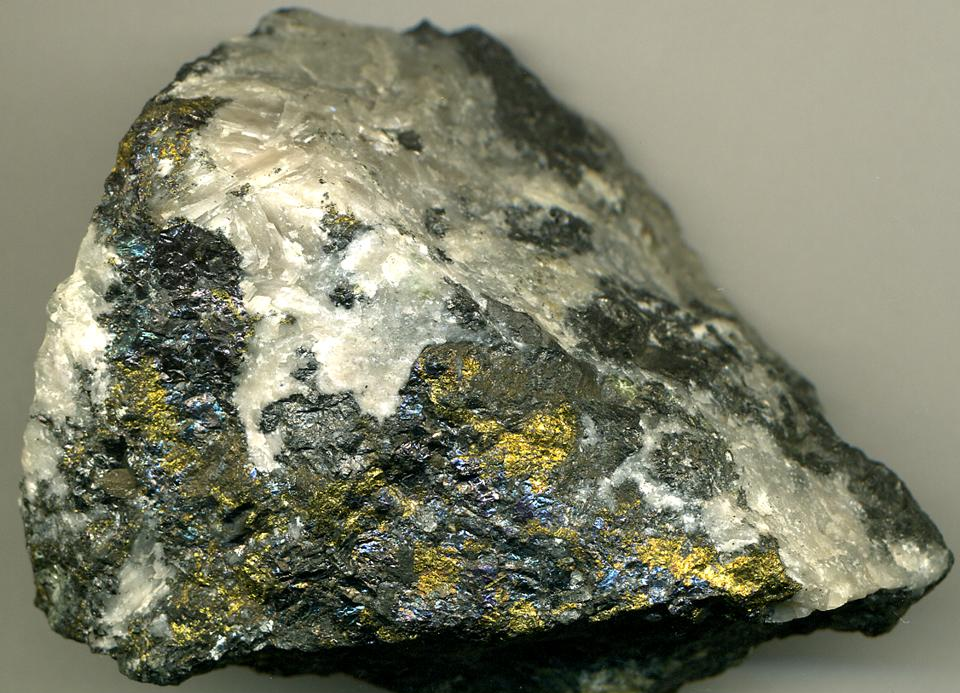
Karbonatit vom Palabora-Komplex, Südafrika

- Kerimasi – Pleistozän – 0,6 bis ≤ 0,4 Millionen Jahre BP
- Lashaine[54]
- Nachendezwaya
- Ol Doinyo Lengai – Rezent
- Panda Hill
- Rungwa

Türkei
- Kizilcaşren

Uganda
- Budeda Hill
- Bukusu – Chattium, 25 ± 2,5 Millionen Jahre BP
- Katwe-Kikorongo – Quartär bis rezent
- Napak – Oligozän – 31,3 bis 6,7 Millionen Jahre BP
- Sukulu
- Toror – Langhium – 15,5 ± 0,5 Millionen Jahre BP
- Tororo – Bartonium – 40,0 Millionen Jahre BP

Ungarn
- Valence-Berge

Usbekistan
- Chagatai

Vereinigte Arabische Emirate
- Dschabal Uyaynah

Vereinigte Staaten von Amerika
- Arkansas:

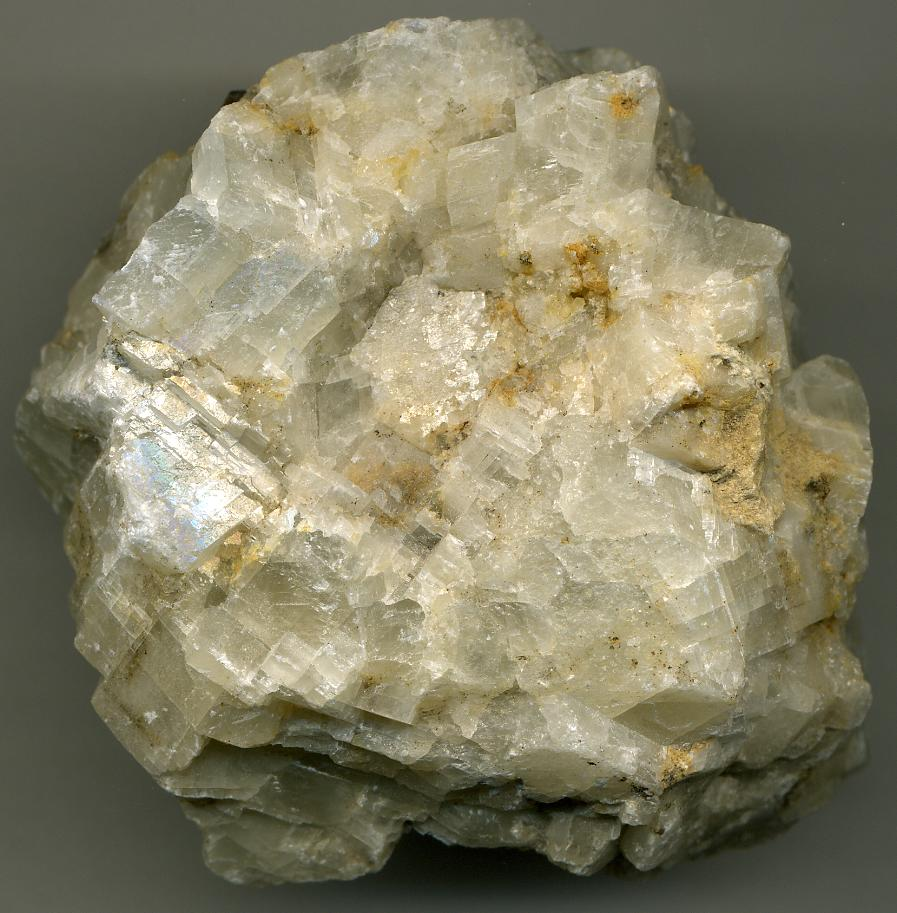
Sövit von Magnet Cove, Arkansas

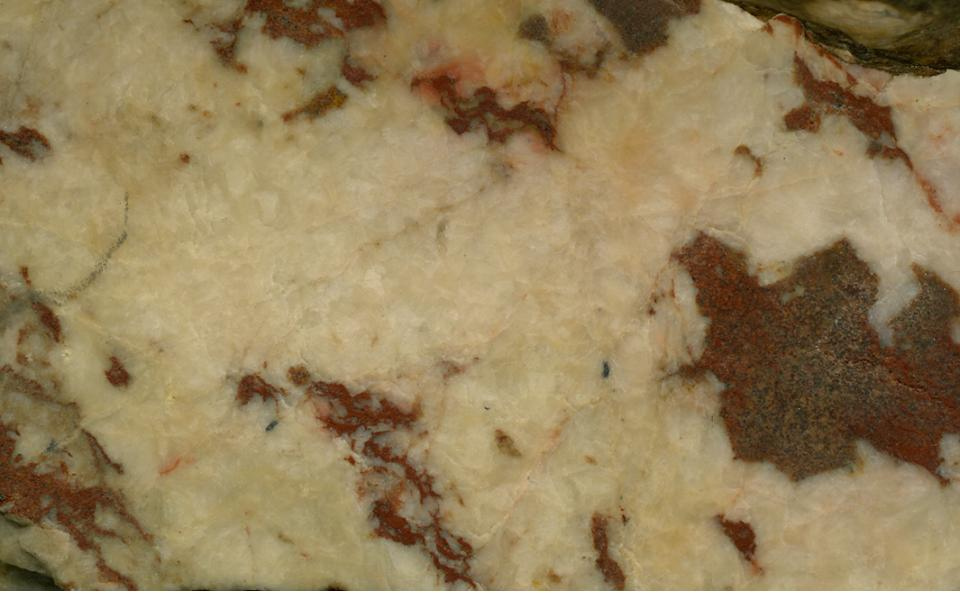
Karbonatit von Dreamer's Hope, Colorado

  - Brazil Branch, Morrilton Dam, Oppelo und Perryville[55]
  - Magnet-Cove-Komplex
  - Potash Sulphur Springs[56]
- Colorado:
  - Dreamer's Hope
  - Gem Park
  - Iron Hill
  - Wet Mountains
- Kalifornien:
  - Mountain-Pass-Distrikt
- Nebraska:
  - Elk Creek
- Wyoming:
  - Bear Lodge, Bear Lodge Mountains